# Higashi, Nagoya
Higashi (東区 Higashi-ku) là quận thuộc thành phố Nagoya, tỉnh Aichi, Nhật Bản. Tính đến ngày 1 tháng 10 năm 2020, dân số ước tính của quận là 84.392 người và mật độ dân số là 11.000 người/km2. Tổng diện tích của quận là 7,710 km2.

## Giao thông

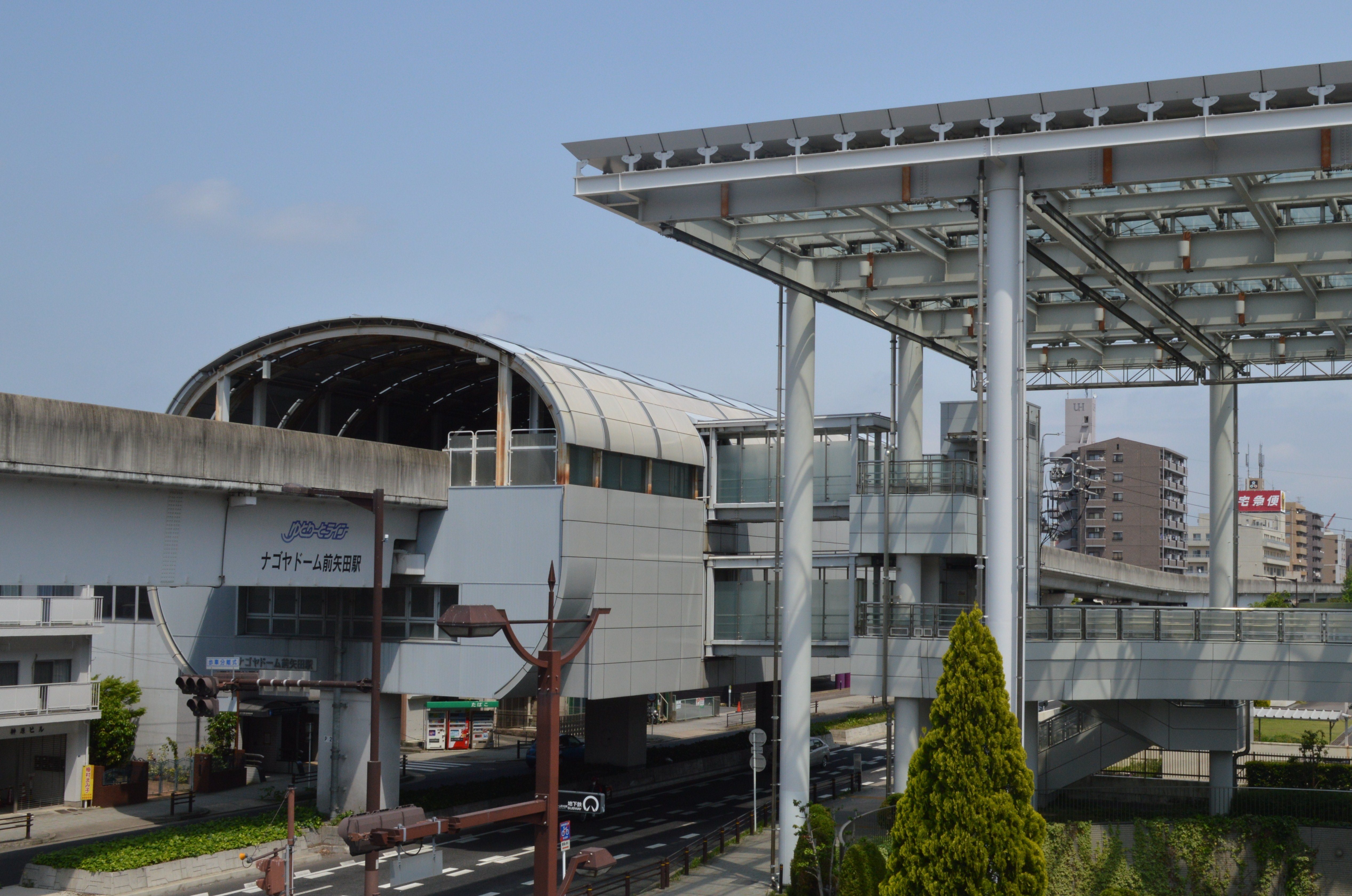
Ga Nagoya Dome-mae Yada

### Đường sắt
- JR Central - Tuyến Chūō chính
  - Ōzone
- Meitetsu – Tuyến Seto
  - Morishita -  Ōzone - Yada
- Tàu điện ngầm đô thị Nagoya – Tuyến Higashiyama
  - Shinsakae-machi - Chikusa
- Tàu điện ngầm đô thị Nagoya – Tuyến Sakura-dōri
  - Takaoka -Kurumamichi
- Tàu điện ngầm đô thị Nagoya – Tuyến Meijō
  - Nagoya Dome-mae Yada – Sunadabashi
- Nagoya Guideway Bus – Tuyến Yutorito
  - Ōzone – Nagoya Dome-mae Yada – Sunadabashi

### Cao tốc
- Đường vành đai cao tốc Nagoya
- Route 1 (Cao tốc Nagoya)
- Quốc lộ 19
- Quốc lộ 41